# Bình Viễn
Bình Viễn (chữ Hán giản thể: 平远县, âm Hán Việt: Bình Viễn huyện) là một huyện thuộc địa cấp thị Mai Châu, tỉnh Quảng Đông, Cộng hòa Nhân dân Trung Hoa. Bình Viễn nằm ở phía đông bắc của Quảng Đông, giáp huyện Mai, Hưng Ninh, huyện Vũ Bình của Phúc Kiến. Huyện Bình Viễn có diện tích 1381 km2, dân số năm 2002 là 250.000 người. Huyện lỵ đóng ở trấn Đại Chá. Đến thời điểm tháng 12/5/2005, huyện này được chia thành các đơn vị hành chính gồm 12 trấn: Đại Chá, Nhân Cư, Đông Thạch, Thạch Chính, Bát Xích, Sai Can, Thượng Cử, Tứ Thủy, Trường Điền, Nhiệt Chá, Trung Hàng, Hà Đầu.

## Khí hậu
| Dữ liệu khí hậu của Bình Viễn, elevation 201 m (659 ft), (1991–2020 normals, extremes 1981–2010) | Dữ liệu khí hậu của Bình Viễn, elevation 201 m (659 ft), (1991–2020 normals, extremes 1981–2010) | Dữ liệu khí hậu của Bình Viễn, elevation 201 m (659 ft), (1991–2020 normals, extremes 1981–2010) | Dữ liệu khí hậu của Bình Viễn, elevation 201 m (659 ft), (1991–2020 normals, extremes 1981–2010) | Dữ liệu khí hậu của Bình Viễn, elevation 201 m (659 ft), (1991–2020 normals, extremes 1981–2010) | Dữ liệu khí hậu của Bình Viễn, elevation 201 m (659 ft), (1991–2020 normals, extremes 1981–2010) | Dữ liệu khí hậu của Bình Viễn, elevation 201 m (659 ft), (1991–2020 normals, extremes 1981–2010) | Dữ liệu khí hậu của Bình Viễn, elevation 201 m (659 ft), (1991–2020 normals, extremes 1981–2010) | Dữ liệu khí hậu của Bình Viễn, elevation 201 m (659 ft), (1991–2020 normals, extremes 1981–2010) | Dữ liệu khí hậu của Bình Viễn, elevation 201 m (659 ft), (1991–2020 normals, extremes 1981–2010) | Dữ liệu khí hậu của Bình Viễn, elevation 201 m (659 ft), (1991–2020 normals, extremes 1981–2010) | Dữ liệu khí hậu của Bình Viễn, elevation 201 m (659 ft), (1991–2020 normals, extremes 1981–2010) | Dữ liệu khí hậu của Bình Viễn, elevation 201 m (659 ft), (1991–2020 normals, extremes 1981–2010) | Dữ liệu khí hậu của Bình Viễn, elevation 201 m (659 ft), (1991–2020 normals, extremes 1981–2010) |
| Tháng                                                                                            | 1                                                                                                | 2                                                                                                | 3                                                                                                | 4                                                                                                | 5                                                                                                | 6                                                                                                | 7                                                                                                | 8                                                                                                | 9                                                                                                | 10                                                                                               | 11                                                                                               | 12                                                                                               | Năm                                                                                              |
| ------------------------------------------------------------------------------------------------ | ------------------------------------------------------------------------------------------------ | ------------------------------------------------------------------------------------------------ | ------------------------------------------------------------------------------------------------ | ------------------------------------------------------------------------------------------------ | ------------------------------------------------------------------------------------------------ | ------------------------------------------------------------------------------------------------ | ------------------------------------------------------------------------------------------------ | ------------------------------------------------------------------------------------------------ | ------------------------------------------------------------------------------------------------ | ------------------------------------------------------------------------------------------------ | ------------------------------------------------------------------------------------------------ | ------------------------------------------------------------------------------------------------ | ------------------------------------------------------------------------------------------------ |
| Cao kỉ lục °C (°F)                                                                               | 28.3 (82.9)                                                                                      | 29.9 (85.8)                                                                                      | 32.7 (90.9)                                                                                      | 34.8 (94.6)                                                                                      | 36.1 (97.0)                                                                                      | 37.6 (99.7)                                                                                      | 39.0 (102.2)                                                                                     | 38.7 (101.7)                                                                                     | 37.4 (99.3)                                                                                      | 35.8 (96.4)                                                                                      | 34.5 (94.1)                                                                                      | 29.8 (85.6)                                                                                      | 39.0 (102.2)                                                                                     |
| Trung bình ngày tối đa °C (°F)                                                                   | 17.7 (63.9)                                                                                      | 19.3 (66.7)                                                                                      | 21.9 (71.4)                                                                                      | 26.2 (79.2)                                                                                      | 29.5 (85.1)                                                                                      | 31.8 (89.2)                                                                                      | 33.9 (93.0)                                                                                      | 33.5 (92.3)                                                                                      | 31.9 (89.4)                                                                                      | 28.8 (83.8)                                                                                      | 24.6 (76.3)                                                                                      | 19.5 (67.1)                                                                                      | 26.6 (79.8)                                                                                      |
| Trung bình ngày °C (°F)                                                                          | 11.5 (52.7)                                                                                      | 13.6 (56.5)                                                                                      | 16.7 (62.1)                                                                                      | 21.2 (70.2)                                                                                      | 24.6 (76.3)                                                                                      | 26.9 (80.4)                                                                                      | 28.3 (82.9)                                                                                      | 27.8 (82.0)                                                                                      | 26.4 (79.5)                                                                                      | 22.8 (73.0)                                                                                      | 18.1 (64.6)                                                                                      | 13.1 (55.6)                                                                                      | 20.9 (69.7)                                                                                      |
| Tối thiểu trung bình ngày °C (°F)                                                                | 7.5 (45.5)                                                                                       | 9.8 (49.6)                                                                                       | 13.1 (55.6)                                                                                      | 17.5 (63.5)                                                                                      | 21.1 (70.0)                                                                                      | 23.5 (74.3)                                                                                      | 24.3 (75.7)                                                                                      | 24.1 (75.4)                                                                                      | 22.5 (72.5)                                                                                      | 18.4 (65.1)                                                                                      | 13.6 (56.5)                                                                                      | 8.7 (47.7)                                                                                       | 17.0 (62.6)                                                                                      |
| Thấp kỉ lục °C (°F)                                                                              | −2.5 (27.5)                                                                                      | −0.2 (31.6)                                                                                      | −0.2 (31.6)                                                                                      | 7.5 (45.5)                                                                                       | 14.4 (57.9)                                                                                      | 17.0 (62.6)                                                                                      | 19.1 (66.4)                                                                                      | 20.6 (69.1)                                                                                      | 14.8 (58.6)                                                                                      | 7.1 (44.8)                                                                                       | 0.3 (32.5)                                                                                       | −3.8 (25.2)                                                                                      | −3.8 (25.2)                                                                                      |
| Lượng Giáng thủy trung bình mm (inches)                                                          | 58.6 (2.31)                                                                                      | 84.2 (3.31)                                                                                      | 153.8 (6.06)                                                                                     | 195.6 (7.70)                                                                                     | 256.0 (10.08)                                                                                    | 289.3 (11.39)                                                                                    | 177.6 (6.99)                                                                                     | 214.5 (8.44)                                                                                     | 124.8 (4.91)                                                                                     | 40.5 (1.59)                                                                                      | 42.8 (1.69)                                                                                      | 42.1 (1.66)                                                                                      | 1.679,8 (66.13)                                                                                  |
| Số ngày giáng thủy trung bình (≥ 0.1 mm)                                                         | 8.1                                                                                              | 11.0                                                                                             | 16.6                                                                                             | 15.9                                                                                             | 18.3                                                                                             | 19.6                                                                                             | 15.0                                                                                             | 16.6                                                                                             | 11.6                                                                                             | 5.0                                                                                              | 5.8                                                                                              | 6.7                                                                                              | 150.2                                                                                            |
| Số ngày tuyết rơi trung bình                                                                     | 0.2                                                                                              | 0                                                                                                | 0                                                                                                | 0                                                                                                | 0                                                                                                | 0                                                                                                | 0                                                                                                | 0                                                                                                | 0                                                                                                | 0                                                                                                | 0                                                                                                | 0                                                                                                | 0.2                                                                                              |
| Độ ẩm tương đối trung bình (%)                                                                   | 73                                                                                               | 76                                                                                               | 80                                                                                               | 80                                                                                               | 81                                                                                               | 82                                                                                               | 77                                                                                               | 80                                                                                               | 77                                                                                               | 71                                                                                               | 71                                                                                               | 70                                                                                               | 77                                                                                               |
| Số giờ nắng trung bình tháng                                                                     | 130.6                                                                                            | 103.3                                                                                            | 95.2                                                                                             | 103.5                                                                                            | 126.0                                                                                            | 144.8                                                                                            | 219.6                                                                                            | 202.5                                                                                            | 192.6                                                                                            | 196.7                                                                                            | 170.3                                                                                            | 157.7                                                                                            | 1.842,8                                                                                          |
| Phần trăm nắng có thể                                                                            | 39                                                                                               | 32                                                                                               | 25                                                                                               | 27                                                                                               | 31                                                                                               | 35                                                                                               | 53                                                                                               | 51                                                                                               | 53                                                                                               | 55                                                                                               | 52                                                                                               | 48                                                                                               | 42                                                                                               |
| Nguồn: China Meteorological Administration                                                       |                                                                                                  |                                                                                                  |                                                                                                  |                                                                                                  |                                                                                                  |                                                                                                  |                                                                                                  |                                                                                                  |                                                                                                  |                                                                                                  |                                                                                                  |                                                                                                  |                                                                                                  |